# Bavihalu, Davanagere
Bavihalu là một làng thuộc tehsil Davanagere, huyện Davanagere, bang Karnataka, Ấn Độ.